# Somerset (Wisconsin)
Pour les articles homonymes, voir Somerset (homonymie).
Somerset est un village du comté de Sainte-Croix, dans l'État du Wisconsin, aux États-Unis. En 2020, il comptait une population de 3 019 habitants.